# Feliciano (cônsul em 337)
Flávio Feliciano (em latim: Flavius Felicianus) foi oficial romano do século IV, ativo no reinado do imperador Constantino (r. 306–337).

## Vida
Feliciano aparece em 335 como conde do Oriente. Segundo João Malalas, foi o primeiro conde a ocupar a posição de prefeito pretoriano do Oriente, usou o Templo das Musas de Antioquia como seu pretório e escolheu para si o nome cristão de Feliciano. Concedeu a Antioquia, por seu decreto sagrado, a posição e os privilégios de um segundo comitato em 334/335. Em 337, foi nomeado cônsul anterior com Fábio Ticiano.